# Julius Rosenbaum
Julius Rudolph Rosenbaum (18. februar 1848 i Sala, Sverige, død 31. december 1929 i København) var en dansk litograf og portrætmaler, gift med Bernhardine Rosenbaum.
Han var søn af musikus Samuel Johannes Rosenbaum (1812-1873) og Laura Margrethe f. Lassen (1824-?), gennemgik Det tekniske Institut samtidig med, at han lærte at litografere hos I.W. Tegner & Kittendorff, og gik dernæst på Kunstakademiet 1864-68. Senere uddannede han sig tillige til portrætmaler og har bl.a. malet et portræt af overrabbiner, professor Abraham Alexander Wolff, som skænkedes til denne, men nu bevares hos Det mosaiske Troessamfunds repræsentantskab. Han udstillede desuden fra 1869 dels tegnede og litograferede portrætter, dels raderinger efter malerier eller originale, hvoraf flere blev erhvervet af Den Danske Radeerforening. Han fik i 1892 en ministeriel understøttelse på 400 kr. til en studierejse i udlandet. Han udstillede i Stockholm (1889), hvor nogle af hans arbejder blev købt til Nationalmuseum, og i München (1892).
Han er repræsenteret på Det Nationalhistoriske Museum på Frederiksborg Slot, Den Kongelige Kobberstiksamling og Det Kongelige Bibliotek.
Han ægtede den 31. oktober 1874 Bernhardine Marie Kruse (10. september 1852 – 7. juni 1929), skuespillerinde ved Folketeatret og datter af kgl. kapelmusikus Johan Peter Frederik Kruse (1819-?} og Caroline Vilhelmine Marie f. Beuchel (1813-1886).
Han er begravet på Bispebjerg Kirkegård.

## Udstillinger
- Charlottenborg Forårsudstilling 1869, 1871, 1882-84, 1886, 1890, 1892, 1895
- Kunstnerforeningen af 18. November, 1882, 1921
- Nordisk Kunstudstilling, København 1883
- Stockholm 1889
- München 1892
- Kunstnernes Efterårsudstilling 1908

## Værker
Portrætter:
- Overrabbiner, profesor Abraham Alexander Wolff (1884/89, Det mosaiske Troessamfund)
- Officer Theodor Freiesleben (Den Danske Frimurerorden)
- Officer N.P. Jensen (Frimurerlogen i Helsingør)[1]
- Selvportræt (1886, Det Nationalhistoriske Museum på Frederiksborg Slot)

Grafik:
- Portræt af en gammel dame (radering, 1885, udsendt af Den Danske Radeerforening)
- Aftenlandskab (radering, som forannævnte)
- Østre Anlæg (radering, 1887, som forannævnte)
- Fra Farum (radering, 1891, som forannævnte)
- Kristus i Emmaus, efter Rembrandt Harmenszoon van Rijn (1889)

Litografier efter malerier:
- Ved skovledet, efter Michael Therkildsen
- Leonora Christine forlader fængslet, efter Kristian Zahrtmann (1885)
- Fransk vaskeri, efter J.F. Willumsen
- Talrige litograferede portrætter af samtidens kendte personligheder, især skuespillere og sangere samt kgl. personer